# 格雷格·菲尔莫尔
格雷戈里·保罗·菲尔莫尔（英語：Gregory Paul Fillmore，1947年3月7日—），美国NBA联盟前职业篮球运动员。他在1970年的NBA选秀中第8轮第136顺位被纽约尼克斯选中。